# Hauptidia primulae
Hauptidia primulae är en insektsart som först beskrevs av K. Ramakrishnan och Menon 1973.  Hauptidia primulae ingår i släktet Hauptidia och familjen dvärgstritar. Inga underarter finns listade i Catalogue of Life.